# Jules Wijdenbosch
Jules Albert Wijdenbosch (Paramaribo, 2 maggio 1941 – Paramaribo, 30 aprile 2025) è stato un politico surinamese.

## Biografia
Fu Presidente del Suriname dal 15 settembre 1996 al 12 agosto 2000.